# Demandolx
Demandolx est une commune française, située dans le département des Alpes-de-Haute-Provence en région Provence-Alpes-Côte d'Azur.
Le nom de ses habitants est Demandoixiens.

## Géographie

### Localisation
Le village est situé à 1 100 m d’altitude. Le lac de Chaudanne, créé par une retenue artificielle, occupe une partie du territoire de la commune.

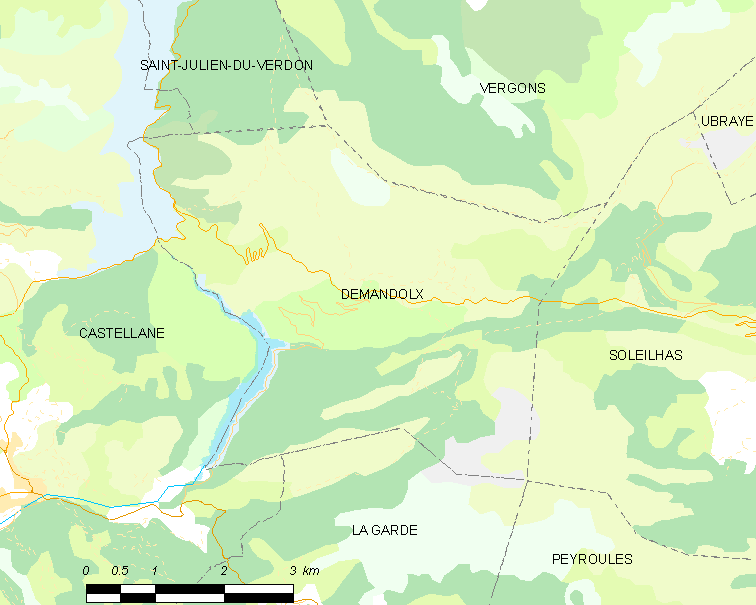
Demandolx et les communes voisines (Cliquez sur la carte pour accéder à une grande carte avec la légende).

Demandolx est une des 46 communes adhérentes du Parc naturel régional du Verdon.
Les communes limitrophes de Demandolx sont Vergons, Soleilhas, Peyroules, La Garde, Castellane et Saint-Julien-du-Verdon.

### Relief et géologie
- Sommet du Teillon (1 893 m),
- Sommet de Crémon (1 760 m).

### Hydrographie et les eaux souterraines
Cours d'eau sur la commune ou à son aval :
- rivière le verdon,
- ravins du gros vallon, des crotes, de la clue, du paoutas, de saint-barnabé.

### Environnement
La commune compte 200 ha de bois et forêts, soit à peine 5 % de sa superficie.

### Climat
Pour des articles plus généraux, voir Climat de Provence-Alpes-Côte d'Azur et Climat des Alpes-de-Haute-Provence.
En 2010, le climat de la commune est de type climat des marges montargnardes, selon une étude du Centre national de la recherche scientifique s'appuyant sur une série de données couvrant la période 1971-2000. En 2020, Météo-France publie une typologie des climats de la France métropolitaine dans laquelle la commune est exposée à un climat de montagne ou de marges de montagne et est dans une zone de transition entre les régions climatiques « Var, Alpes-Maritimes » et « Alpes du sud ».
Pour la période 1971-2000, la température annuelle moyenne est de 9,4 °C, avec une amplitude thermique annuelle de 16 °C. Le cumul annuel moyen de précipitations est de 992 mm, avec 7 jours de précipitations en janvier et 5,3 jours en juillet. Pour la période 1991-2020, la température moyenne annuelle observée sur la station météorologique de Météo-France la plus proche, « Castellane », sur la commune de Castellane à 6 km à vol d'oiseau, est de 10,5 °C et le cumul annuel moyen de précipitations est de 999,7 mm. 
La température maximale relevée sur cette station est de 40,8 °C, atteinte le 28 juin 2019 ; la température minimale est de −20,5 °C, atteinte le 10 janvier 1985,,.
Les paramètres climatiques de la commune ont été estimés pour le milieu du siècle (2041-2070) selon différents scénarios d'émission de gaz à effet de serre à partir des nouvelles projections climatiques de référence DRIAS-2020. Ils sont consultables sur un site dédié publié par Météo-France en novembre 2022.

## Urbanisme

### Typologie
Au 1er janvier 2024, Demandolx est catégorisée commune rurale à habitat très dispersé, selon la nouvelle grille communale de densité à 7 niveaux définie par l'Insee en 2022.
Elle est située hors unité urbaine et hors attraction des villes,.

### Occupation des sols
L'occupation des sols de la commune, telle qu'elle ressort de la base de données européenne d’occupation biophysique des sols Corine Land Cover (CLC), est marquée par l'importance des forêts et milieux semi-naturels (96,2 % en 2018), une proportion identique à celle de 1990 (96,2 %). La répartition détaillée en 2018 est la suivante : 
forêts (45,3 %), milieux à végétation arbustive et/ou herbacée (43,7 %), espaces ouverts, sans ou avec peu de végétation (7,3 %), eaux continentales (3,8 %).
L'évolution de l’occupation des sols de la commune et de ses infrastructures peut être observée sur les différentes représentations cartographiques du territoire : la carte de Cassini (XVIIIe siècle), la carte d'état-major (1820-1866) et les cartes ou photos aériennes de l'IGN pour la période actuelle (1950 à aujourd'hui).

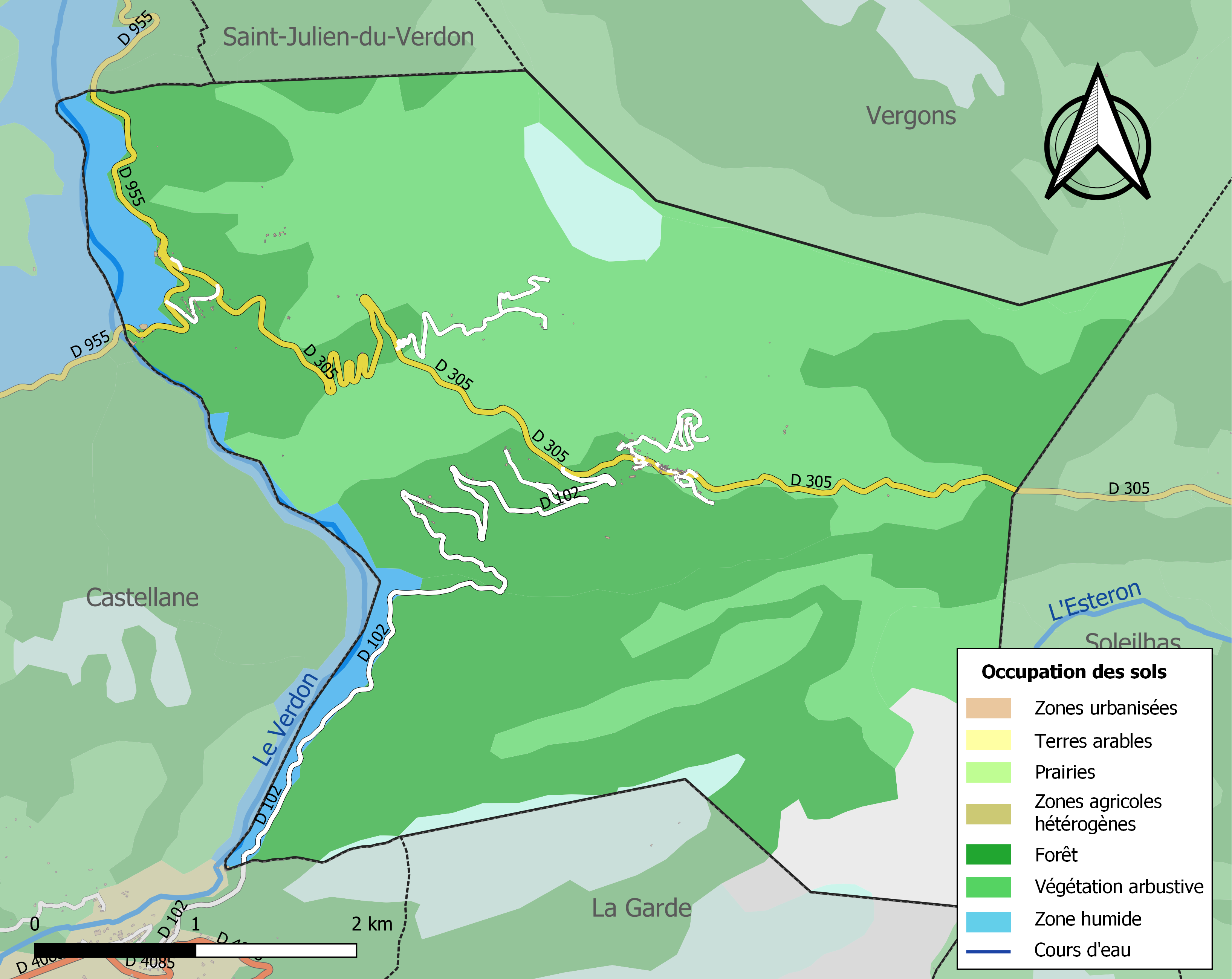
Carte de l'occupation des sols de la commune en 2018 (CLC).

### Risques naturels et technologiques
Aucune des 200 communes du département n'est en zone de risque sismique nul. Le canton de Castellane auquel appartient Demandolx est en zone 1b (sismicité faible) selon la classification déterministe de 1991, basée sur les séismes historiques, et en zone 4 (risque moyen) selon la classification probabiliste EC8 de 2011. La commune de Demandolx est également exposée à trois autres risques naturels :
- feu de forêt ;
- inondation ;
- mouvement de terrain : certains versants sont concernés par un aléa moyen à fort[18].

La commune de Demandolx est également exposée à un risque d’origine technologique, celui de rupture de barrage. En cas de rupture du barrage de Castillon, la vallée du Verdon serait menacée (elle est sur les bords du lac de Chaudanne). Aucun plan de prévention des risques naturels prévisibles (PPR) n’existe pour la commune et le Dicrim n’existe pas non plus.
La commune a été l’objet d’un arrêté de catastrophe naturelle, en 2011, pour des inondations et des coulées de boue. Les tremblements de terre ressentis de la manière la plus sensible dans la commune sont ceux (les intensités indiquées sont celles ressenties dans la commune, l’intensité peut être plus forte à l’épicentre) :
- du 23 février 1887, avec une intensité macro-sismique de VII sur l’échelle MSK et Bussana Vecchia pour épicentre[23],
- du 30 novembre 1951, avec une intensité de IV et demi et Chasteuil pour épicentre[24] ;
- du 19 juillet 1963, avec une intensité de IV et un épicentre situé en mer Méditerranée[25].

## Toponymie
La localité apparaît pour la première fois dans les chartes vers 1200 selon Charles Rostaing et Ernest Nègre (castri de Mandols). Selon Nègre, le nom dérive de l’occitan demandòl, signifiant mendiant, et faisant référence à la pauvreté du terroir,. Rostaing considère comme probable que le toponyme soit plus ancien que les Gaulois.
Une autre interprétation est proposée à travers les armes du village et celles de la famille de Demandolx. Elles sont "parlantes", ce qui en héraldique veut dire qu'elles illustrent le nom. "Man-dols" serait alors à comprendre comme une main droite et bienveillante, une main de paix. Cas que l'on retrouve pour la ville de Manosque qui avec Demandolx est la seule à illustrer sur ses armes "sa main".

## Histoire
Le dolmen de Villevieille atteste la présence humaine sur le territoire de la commune dès le Néolithique. Deux oppidums ont été occupés à l’époque préhistorique : le plateau de Villevieille et la barre de Conches.
Le château est construit à la fin du XIe siècle , et un petit bourg castral se développe sur la crête, sous sa protection. Il y reste au moins jusqu’à la fin du XIIIe siècle, avant de descendre vers le lieu-dit Ville, et d’être suivi par le château et la chapelle castrale qui sont reconstruits un peu plus bas. La communauté relevait de la viguerie de Castellane.
Le deuxième village (actuellement appelé Ville) est progressivement abandonné à partir du XVIIe siècle, les habitants privilégiant les hameaux, et notamment les Coulets (Saint-Michel selon Daniel Thiery) qui est devenu le chef-lieu au milieu du XIXe siècle. Le fief est tenu par les Demandolx depuis le XIIIe siècle jusqu’à la Révolution,.
Durant les guerres de religion, Gaspard de Demandolx embrasse la foi protestante. En mai 1564, les catholiques assiègent le château. Le châtelain, qui s’était échappé, est rejoint et massacré avec sa famille. Le château est détruit, mais le parlement d’Aix condamne les meurtriers, et le château est reconstruit en moins de huit ans.
L’alpage de la seigneurie de Vauplane est un sous-fief de Demandolx, tenu par différentes familles de Draguignan, les Foulques, Durand de la Motte, d'Arnoux, Cirlot qui rend hommage pour la dernière fois, puis Berlier, à la suite d'une convention privée passée à la fin de l'Ancien Régime.
À la création des communes, Vauplane est inclus dans la commune de Soleilhas.
À la Révolution française, la chapelle du cimetière primitif (Notre-Dame de Conches) a été vendue comme bien national.
La Révolution et l’Empire apportent nombre d’améliorations, dont une imposition foncière égale pour tous, et proportionnelle à la valeur des biens de chacun. Afin de la mettre en place sur des bases précises, la levée d’un cadastre est décidée. La loi de finances du 15 septembre 1807 précise ses modalités, mais sa réalisation est longue à mettre en œuvre, les fonctionnaires du cadastre traitant les communes par groupes géographiques successifs. Ce n’est qu’en 1834 que le cadastre dit napoléonien de Demandolx est achevé.
Comme de nombreuses communes du département, celle de Demandolx se dote d’une école bien avant les lois Jules Ferry : en 1863, l’école installée au chef-lieu dispense une instruction primaire aux garçons. Aucune instruction n’est donnée aux filles : ni la loi Falloux (1851), qui impose l’ouverture d’une école de filles aux communes de plus de 800 habitants, ni la première loi Duruy (1867), qui abaisse ce seuil à 500 habitants, ne concernent Demandolx, et ce n’est qu’avec les lois Ferry que les filles d’Allons sont régulièrement scolarisées.

## Politique et administration

### Liste des maires
| Période                                  | Période                       | Identité            | Étiquette | Qualité  |
| ---------------------------------------- | ----------------------------- | ------------------- | --------- | -------- |
| Les données manquantes sont à compléter. |                               |                     |           |          |
| mai 1945                                 |                               | Martial Pierrisnard |           |          |
|                                          |                               |                     |           |          |
| avant 2005                               | En cours (au 21 octobre 2014) | Ludovic Mangiapia,  | DVG       | Retraité |

### Intercommunalité
Demandolx a fait partie, jusqu'en 2016, de la communauté de communes du Teillon. Depuis le 1er janvier 2017, elle est membre de la communauté de communes Alpes Provence Verdon - Sources de Lumière.
La communauté de communes Alpes Provence Verdon - Sources de Lumière, créée le 24 novembre 2016 avec effet le 1er janvier 2017, regroupe désormais 41 communes. Cet établissement public de coopération intercommunale (EPCI) s'est engagé dans une démarche d’élaboration d’un plan local d'urbanisme intercommunal (PLUi).

### Finances locales
En 2016, le budget de la commune était constitué ainsi :
- total des produits de fonctionnement : 120 000 €, soit 999 € par habitant ;
- total des charges de fonctionnement : 152 000 €, soit 1 264 € par habitant ;
- total des ressources d’investissement : 370 000 €, soit 3 083 € par habitant ;
- total des emplois d’investissement : 429 000 €, soit 3 576 € par habitant.
- endettement : 15 000 €, soit 128 € par habitant.

Avec les taux de fiscalité suivants :
- taxe d’habitation : 0,99 % ;
- taxe foncière sur les propriétés bâties : 0,96 % ;
- taxe foncière sur les propriétés non bâties : 0,00 % ;
- taxe additionnelle à la taxe foncière sur les propriétés non bâties : 58,73 % ;
- cotisation foncière des entreprises : 0,00 %.

Chiffres clés Revenus et pauvreté des ménages en 2014 : Médiane en 2014 du revenu disponible, par unité de consommation : 19 326 €.

## Population et société

### Démographie
L'évolution du nombre d'habitants est connue à travers les recensements de la population effectués dans la commune depuis 1765. Pour les communes de moins de 10 000 habitants, une enquête de recensement portant sur toute la population est réalisée tous les cinq ans, les populations de référence des années intermédiaires étant quant à elles estimées par interpolation ou extrapolation. Pour la commune, le premier recensement exhaustif entrant dans le cadre du nouveau dispositif a été réalisé en 2006.

En 2022, la commune comptait 111 habitants, en évolution de −17,78 % par rapport à 2016 (Alpes-de-Haute-Provence : +2,84 %, France hors Mayotte : +2,11 %).
| 1765 | 1793 | 1800 | 1806 | 1821 | 1831 | 1836 | 1841 | 1846 |
| ---- | ---- | ---- | ---- | ---- | ---- | ---- | ---- | ---- |
| 281  | 450  | 315  | 387  | 303  | 330  | 350  | 354  | 390  |

| 1851 | 1856 | 1861 | 1866 | 1872 | 1876 | 1881 | 1886 | 1891 |
| ---- | ---- | ---- | ---- | ---- | ---- | ---- | ---- | ---- |
| 354  | 353  | 342  | 351  | 317  | 310  | 326  | 312  | 256  |

| 1896 | 1901 | 1906 | 1911 | 1921 | 1926 | 1931 | 1936 | 1946 |
| ---- | ---- | ---- | ---- | ---- | ---- | ---- | ---- | ---- |
| 233  | 210  | 198  | 180  | 102  | 133  | 535  | 117  | 127  |

| 1954 | 1962 | 1968 | 1975 | 1982 | 1990 | 1999 | 2006 | 2011 |
| ---- | ---- | ---- | ---- | ---- | ---- | ---- | ---- | ---- |
| 140  | 95   | 91   | 83   | 72   | 95   | 94   | 125  | 115  |

| 2016 | 2021 | 2022 | - | - | - | - | - | - |
| ---- | ---- | ---- | - | - | - | - | - | - |
| 135  | 119  | 111  | - | - | - | - | - | - |

| 1304    | 1315    | 1471    |
| ------- | ------- | ------- |
| 32 feux | 28 feux | 16 feux |

L’histoire démographique de Demandolx, après la saignée des XIVe et XVe siècles et le long mouvement de croissance jusqu’au début du XIXe siècle, est marquée par une période d’« étale » où la population reste relativement stable à un niveau élevé. Cette période dure de 1806 à 1866. L’exode rural provoque ensuite un mouvement de recul démographique rapide, et de longue durée. Dès 1911, la commune a perdu plus de la moitié de sa population par rapport au maximum historique de 1846. Le mouvement de baisse se poursuit jusqu’aux années 1980. Depuis, le mouvement s'est inversé.

### Cultes
Culte catholique. L'église fut consacrée "église paroissiale" en 1842.

## Économie

### Aperçu général
En 2009, la population active s’élevait à 57 personnes, dont un chômeur. Ces travailleurs sont majoritairement salariés (50 sur 56) et travaillent majoritairement hors de la commune (38 actifs sur 56). L’essentiel des emplois se trouve dans le secteur tertiaire.
L’essentiel des revenus fiscaux de la commune provient de la présence des barrages et des centrales hydro-électriques des barrages de Chaudanne et de Castillon.

### Agriculture
Fin 2010, le secteur primaire (agriculture, sylviculture, pêche) comptait un seul établissement actif au sens de l’Insee (exploitants non-professionnels inclus) et aucun emploi salarié. Ils étaient sept en 2000, 23 en 1988. De 1988 à 2000, la surface agricole utile (SAU) a baissé, de 530 ha à 416 ha. Les terres agricoles, essentiellement en coteaux, sont aujourd’hui abandonnées, avec les cultures qui y étaient pratiquées : fruits, fourrage, vin. Même l’élevage ovin, en croissance au début du XXe siècle, n’est plus présent que sous la forme de stations des troupeaux de Basse-Provence en cours de transhumance.

### Industrie
Fin 2010, le secteur secondaire (industrie et construction) comptait six établissements, employant dix salariés.

### Activités de service
Fin 2010, le secteur tertiaire (commerces, services) comptait quatre établissements (avec aucun emploi salarié), auxquels s’ajoutent les deux établissements du secteur administratif (regroupé avec le secteur sanitaire et social et l’enseignement), salariant 16 personnes.
D'après l’Observatoire départemental du tourisme, la fonction touristique est d’une importance moyenne pour la commune, avec entre un et cinq touristes accueillis par habitant. Les rares structures d’hébergement de la commune sont quelques meublés et les résidences secondaires sont rares : au nombre de 36, elles représentent le tiers des logements,.

## Culture locale et patrimoine

### Lieux et monuments
Patrimoine religieux
- L’église Notre-Dame de Conches ou Couenches est située au-dessus du lac de Castillon.

Son site offre un superbe panorama . Elle a probablement été construite au XIIIe siècle comme chapelle funéraire,.
- L’église paroissiale Saint-Michel[35] (Saint-Pierre-et-Paul et saint Fortunat comme patron selon Daniel Thiery[34]) daterait du XVIe siècle, ou du XVIIe siècle.

Elle est ornée de peintures murales, qui ont été restaurées en 2001 avec l’ensemble du bâtiment.
- La chapelle Saint-Fortunat ou Saint-Pierre à Ville date du XIe siècle selon Raymond Collier, seulement du XIVe siècle selon la DRAC.

Selon l’Atlas historique de la Provence, le chœur est du XIIIe, le reste du bâtiment postérieur. Le bas-côté nord est voûté d’arêtes et probablement construit plus tard. Tout le bâtiment est dépouillé et voûté en berceau. L’église est voûtée entre le XIVe et 1610, puis allongée en 1610. La chapelle sud, qui servait à ensevelir les seigneurs de Demandolx, est reconstruite au milieu du XVIIe siècle. Cette chapelle s’est effondrée. Le clocher-mur est placé au-dessus du portail occidental . Elle est encore accostée de deux chapelles sur le mur Nord. Les arcs en lunule (plus large et épais à la base qu’au sommet) sont un indice de l’influence lombarde, ou de la participation de maçons venus du Nord de l’Italie ,,.
- Monument aux morts[71],[72].

Autres patrimoines
- Un dolmen se trouve au lieu-dit Villevieille. Un autre mégalithe avec caisse de résonance et offrandes se trouve au Clouet[30].
- L’ancien pont sur le Verdon, ruiné en 1652 mais reconstruit.

Il est actuellement sous le lac de Castillon, ainsi que le moulin et la bastide dite « château du Verdon ».
- Le pont du Paoutas est un des premiers ponts en béton précontraint courbe.

Construit en 1972 pour franchir le ravin du Paoutas, il repose sur une seule pile et la route qui l’emprunte dessine une courbe.
- Le chef-lieu a conservé quelques maisons anciennes, des XVIe[75] et XVIIe siècles (dont une maison qui a servi de mairie et d’école[76],[77]).
- Fontaines-lavoirs[78],[79].
- Le château fort de l’ancien village (Ville), situé sur une crête à 1 175 m d’altitude[30], est en partie du XIe siècle, et en ruines[80].

Il a été reconstruit après le siège de 1564, l’incendie du bâtiment et le massacre de la famille . Une tour est transformée en corps de logis et divers aménagements destinés à le rendre plus pratique. Cependant, l’exiguïté du site ne permit pas de rendre suffisamment aisé d’utilisation, et le seigneur emménagea dans une bastide à proximité du Verdon. Cette bastide est appelée le château de Verdon, et agrandi d’écuries et d’une grande terrasse au début du XIXe siècle, avant d’être recouvert par le lac de Castillon.

### Héraldique
| Armes de La Palud-sur-Verdon | Blasonnement : De gueules à trois mains dextres appaumées d’argent. |

Chaque main du blason de la commune figure une branche de la famille de Demandolx, dont deux sont éteintes. Le blason des Demandolx est d'or à trois fasces de sable au chef de gueules chargé d'une main dextre appaumée d'argent,,,.